# Vienna (Dakota du Sud)
Pour les articles homonymes, voir Vienna.
Vienna est une ville américaine située dans le comté de Clark dans l'Etat du Dakota du Sud. En 2010, sa population était de 45 habitants. La municipalité s'étend sur 0,84 milles carrés (2,18 km2).
La localité est fondée en 1886 sous le nom de Stusted. Elle adopte son nom actuel en 1888, en l'honneur de résidents originaires de Vienne en Autriche.

## Démographie
| 1900 | 1910 | 1920 | 1930 | 1940 | 1950 |
| ---- | ---- | ---- | ---- | ---- | ---- |
| 171  | 453  | 477  | 443  | 313  | 306  |

| 1960 | 1970 | 1980 | 1990 | 2000 | 2010 |
| ---- | ---- | ---- | ---- | ---- | ---- |
| 191  | 119  | 90   | 93   | 78   | 45   |